# Liste der Stolpersteine in Vettweiß
Die Liste der Stolpersteine in Vettweiß enthält alle Stolpersteine, die im Rahmen des gleichnamigen Kunstprojekts von Gunter Demnig in der Gemeinde Vettweiß verlegt wurden. Mit ihnen soll an Opfer des Nationalsozialismus erinnert werden, die in Vettweiß lebten und wirkten. Bei bisher drei Verlegeterminen wurden insgesamt 22 Stolpersteine verlegt.

## Verlegte Stolpersteine
| Bild | Person / Inschrift | Adresse                       | Verlegedatum  | Zusätzliche Informationen |
| --- | --- | ----------------------------- | ------------- | ------------------------- |
| Bild gesucht Der Benutzer GeorgDerReisende ( Diskussion ) wünscht sich an dieser Stelle ein Bild vom Ort mit diesen Koordinaten 50.741816 6.601372 . Motiv: Gereonstraße 13: die Stolpersteine für die Familie Berlin, die Lage und das Haus Falls du dabei helfen möchtest, erklärt die Anleitung , wie das geht. BW    | Hier wohnte Josef Berlin Jg. 1863 gedemütigt/entrechtet tot 9.7.1941 Jüdisches Krankenhaus Köln                              | Gereonstraße 13               | 27. Okt. 2014 |                           |
| | Hier wohnte Gundula Berlin Jg. 1868 deportiert 1942 Theresienstadt ermordet 24.9.1942                                        | Gereonstraße 13               | 27. Okt. 2014 |                           |
| | Hier wohnte Jeanette Berlin Jg. 1875 deportiert 1942 Theresienstadt ermordet 31.10.1942                                      | Gereonstraße 13               | 27. Okt. 2014 |                           |
| | Hier wohnte Rosalie Berlin verh. Schwarz Jg. 1872 verzogen/Heirat Düren deportiert 1942 Theresienstadt ermordet in Treblinka | Gereonstraße 13               | 27. Okt. 2014 |                           |
| Bild gesucht Der Benutzer GeorgDerReisende ( Diskussion ) wünscht sich an dieser Stelle ein Bild vom Ort mit diesen Koordinaten 50.772449 6.629968 . Motiv: Nikolausstraße 23: die Stolpersteine für die Familie Schwarz, die Lage und das Haus Falls du dabei helfen möchtest, erklärt die Anleitung , wie das geht. BW | Hier wohnte Jetta Schwarz verh. Bers Jg. 1867 unfreiwillig verzogen 1935 Köln gedemütigt/entrechtet tot 10.4.1935            | Nikolausstraße 23, Lüxheim    | 18. Dez. 2016 |                           |
| | Hier wohnte Berta Schwarz verh. Meyer Jg. 1869 Flucht 1939 Kenia                                                             | Nikolausstraße 23, Lüxheim    | 18. Dez. 2016 |                           |
| | Hier wohnte Karl Schwarz Jg. 1871 deportiert 1941 ermordet in Riga                                                           | Nikolausstraße 23, Lüxheim    | 18. Dez. 2016 |                           |
| | Hier wohnte Sara Schwarz Jg. 1873 deportiert 1941 ermordet in Riga                                                           | Nikolausstraße 23, Lüxheim    | 18. Dez. 2016 |                           |
| | Hier wohnte Leopold Schwarz Jg. 1874 Flucht USA                                                                              | Nikolausstraße 23, Lüxheim    | 18. Dez. 2016 |                           |
| | Hier wohnte Joseph Schwarz Jg. 1876 deportiert 1941 ermordet in Riga                                                         | Nikolausstraße 23, Lüxheim    | 18. Dez. 2016 |                           |
| | Hier wohnte Gustav Schwarz Jg. 1882 deportiert 1941 ermordet in Riga                                                         | Nikolausstraße 23, Lüxheim    | 18. Dez. 2016 |                           |
| Bild gesucht Der Benutzer GeorgDerReisende ( Diskussion ) wünscht sich an dieser Stelle ein Bild vom Ort mit diesen Koordinaten 50.753155 6.659317 . Motiv: Amandusstraße 26: die Stolpersteine für die Familien Bernhard und Schwarz Falls du dabei helfen möchtest, erklärt die Anleitung , wie das geht. BW           | Hier wohnte Henriette Bernhard                                                                                               | Amandusstraße 26, Müddersheim | 24. Mai 2018  |                           |
| | Hier wohnte Jakob Bernhard                                                                                                   | Amandusstraße 26, Müddersheim | 24. Mai 2018  |                           |
| | Hier wohnte Klara Claire Schwarz                                                                                             | Amandusstraße 26, Müddersheim | 24. Mai 2018  |                           |
| | Hier wohnte Otto Schwarz | Amandusstraße 26, Müddersheim | 24. Mai 2018  |                           |
| Bild gesucht Der Benutzer GeorgDerReisende ( Diskussion ) wünscht sich an dieser Stelle ein Bild vom Ort mit diesen Koordinaten 50.751982 6.662552 . Motiv: Amandusstraße 47 Falls du dabei helfen möchtest, erklärt die Anleitung , wie das geht. BW                                                                    | Hier wohnte Jeanette Schwarz                                                                                                 | Amandusstraße 47, Müddersheim | 24. Mai 2018  |                           |
| | Hier wohnte Jenny Schwarz | Amandusstraße 47, Müddersheim | 24. Mai 2018  |                           |
| | Hier wohnte Josef Schwarz | Amandusstraße 47, Müddersheim | 24. Mai 2018  |                           |
| | Hier wohnte Max Schwarz | Amandusstraße 47, Müddersheim | 24. Mai 2018  |                           |
| | Hier wohnte Philip Schwarz                                                                                                   | Amandusstraße 47, Müddersheim | 24. Mai 2018  |                           |
| | Hier wohnte Rosa Schwarz | Amandusstraße 47, Müddersheim | 24. Mai 2018  |                           |
| | Hier wohnte Sara Schwarz | Amandusstraße 47, Müddersheim | 24. Mai 2018  |                           |